# Федеральная целевая программа «Жилище»
Федеральная целевая программа «Жилище» — государственная программа Российской Федерации в области жилищной политики.
В настоящее время действует программа на 2011—2015 годы, принятая Постановлением Правительства РФ № 1050 от 17 декабря 2010 г. 
Включает следующие подпрограммы:
- «Обеспечение жильем молодых семей»
- «Модернизация объектов коммунальной инфраструктуры»
- «Выполнение государственных обязательств по обеспечению жильем категорий граждан, установленных федеральным законодательством»
- «Стимулирование программ развития жилищного строительства субъектов Российской Федерации»

Кроме того, предусмотрено финансирование мероприятий по обеспечению жильем отдельных категорий граждан, проведение научно-исследовательских работ.
Ранее действовала программа на 2002—2010 годы, включавшая следующие подпрограммы:
- «Обеспечение земельных участков коммунальной инфраструктурой в целях жилищного строительства»
- «Модернизация объектов коммунальной инфраструктуры»
- «Обеспечение жильем молодых семей»
- «Выполнение государственных обязательств по обеспечению жильем категорий граждан, установленных федеральным законодательством»

Программа является основным инструментом реализации приоритетного национального проекта «Доступное и комфортное жилье — гражданам России».

## История
Первый вариант был создан по указанию Правительства России под руководством Егора Гайдара как конкретизация Программы углубления экономических реформ в соответствующей области и одобрен в 1993 году.